# Veľký Ďur
Veľký Ďur (in ungherese Nagygyőröd) è un comune della Slovacchia facente parte del distretto di Levice, nella regione di Nitra.
Nelle fonti storiche la prima menzione di questo villaggio risale al 1205.
Gli abitanti sono per la maggior parte 96% Slovacchi e per il restante 4% magiari.